# Beaufortia sprengelioides
Beaufortia sprengelioides là một loài thực vật có hoa trong Họ Đào kim nương. Loài này được (DC.) Craven mô tả khoa học đầu tiên năm 1999.